# Kirby Air Ride
Kirby Air Ride, conosciuto in Giappone come Kirby's Airride (カービィのエアライド?, Kābī no Earaido) è un gioco spin-off di corse in 3D per Nintendo GameCube, unico gioco della saga uscito per questa console. È stato pubblicato in Giappone l'11 luglio 2003,  in Nord America il 13 ottobre 2003, in Europa il 27 febbraio 2004 e in Corea del Sud il 4 marzo 2004. Nel gioco sono presenti tre modalità: Air Ride, Top Ride e City Trial.
Kirby Air Ride supporta fino a quattro giocatori in multiplayer ed è stato il primo titolo GameCube a supportare la riproduzione LAN utilizzando adattatori a banda larga, supportando fino a quattro sistemi GameCube.

## Sviluppo
Il gioco venne mostrato per la prima volta nel 1995: era uno dei primi giochi in sviluppo per il Nintendo 64, con uscita prevista per il 1996.
Lo sviluppo del gioco fu soggetto però a numerosi ritardi, il team di HAL Laboratory dovette scontrarsi con numerosi problemi tecnici e il titolo non convinse del tutto i vertici Nintendo. Dopo un periodo di silenzio, la Nintendo annunciò che Kirby Air Ride non sarebbe più uscito su Nintendo 64, ma sul suo successore: il GameCube.
La beta venne presentata al pubblico nella primavera del 2003, ma non riscosse il successo sperato, attirando numerose critiche riguardanti soprattutto il gameplay definito povero.
Nonostante ciò, Nintendo, all'E3 dello stesso anno, mostrò una nuova demo contenente cinque livelli giocabili e tre modalità di gioco. La demo, questa volta venne giudicata positivamente da stampa e pubblico. Il gioco vide la luce alla fine del 2003.
Poco dopo la pubblicazione del titolo Masahiro Sakurai, il game designer dietro la maggior parte dei primi giochi della serie Kirby, diede le dimissioni dalla sua posizione presso l'HAL Laboratory, citando che era stanco della costante pressione da parte dell'industria per continuare a creare sequel.

## Colonna sonora
La colonna sonora è stata composta da Shogo Sakai, Jun Ishikawa, Hirokazu Ando e Tadashi Ikegami. Questi compositori hanno anche lavorato alle musiche di Super Smash Bros. Melee. Kirby Air Ride contiene canzoni della versione giapponese di Kirby.
Nell'agosto 2003 è stata pubblicata, solo in Giappone, la compilation di colonne sonore del gioco. Il suo titolo si traduce in: Air Ride Business Trip Sound Test di Kirby.

## Modalità di gioco
Kirby Air Ride viene giocato attraverso la guida di veicoli, molti dei quali provengono da precedenti titoli della serie. I giocatori prendono il controllo di Kirby o di una delle sue controparti colorate per competere tra di loro in gare o in altri minigiochi.
Il titolo supporta la modalità a 60 Hz e utilizza un sistema di controlli fisso. Il veicolo viene pilotato attraverso l'utilizzo del Control Stick che se mosso velocemente a destra e a sinistra permette di effettuare una rotazione del veicolo su se stesso. La telecamera è invece controllata tramite lo Stick-C. Il pulsante A esegue tutte le azioni di gioco. Premendolo è possibile frenare, mentre tenendolo premuto viene caricata una barra; quando la barra è piena e viene rilasciato il tasto il giocatore beneficia di una breve accelerazione. Se il pulsante A viene tenuto premuto troppo a lungo l'energia della barra si azzera.
I "Veicoli Air Ride" possono anche volare per un determinato periodo grazie all'utilizzo di apposite rampe presenti nel percorso di gara. Il volo viene a sua volta controllato tramite il Control Stick.
Lo scopo del gioco, in ognuna delle tre modalità, è quello di riempire un checkbox di 120 quadratini (360 in totale) portando a termine degli obbiettivi che possono differire dall'arrivare primi al traguardo.
Nel titolo sono presenti tre differenti modalità di gioco.

### Air Ride
Prima modalità di gioco dove si può gareggiare lungo 9 piste, tra cui una da sbloccare. Il giocatore una volta scelto il proprio veicolo deve gareggiare contro altri avversari cercando di giungere primo al traguardo. In questa modalità è possibile assorbire i poteri dei nemici già conosciuti nei precedenti giochi Kirby per poterli riutilizzare a proprio piacimento nella sfida per il traguardo.
Inizialmente l'unico veicolo utilizzabile è la Warp Star, ma i progressi di gioco sbloccano altre macchine e altri personaggi giocabili.
Questa modalità presenta due varianti di gioco: "Time Attack", che consiste in una corsa contro il tempo, e "Free Run", che è una gara contro il miglior tempo ottenuto dal giocatore.

### Top Ride
Seconda modalità di gioco. Il giocatore si ritrova a gareggiare su piste bidimensionali con visuale dall'alto dove, tra urti, scossoni e power up deve portare a termine un certo numero di giri della pista.
In questa modalità il volo non è abilitato; Kirby è l'unico personaggio giocabile e ha la possibilità di usare i veicoli Free Star e Steer Star. Le piste giocabili sono in totale sette e si può scegliere di gareggiare contro altri giocatori, contro il tempo o contro il proprio miglior tempo.

### City Trial
Terza e ultima modalità di gioco. Al giocatore viene dato un lasso di tempo (da 3 a 7 minuti) per girovagare in un'area di una città. L'obbiettivo principale è quello di raccogliere il maggior numero di power-up per migliorare il proprio veicolo al fine di ottenere un vantaggio quando successivamente, al termine del tempo concessogli, dovrà sfidare tutti gli altri giocatori nello Stadium in una serie di minigiochi.
In questa modalità il giocatore ha sempre la possibilità di abbandonare il proprio veicolo in favore di un altro. 
È presente anche la variante "Free Run" che consente ai giocatori di girare per la città con un uso illimitato del veicolo e senza vincoli di tempo.

## Accoglienza
Il gioco ha venduto 422311 copie in Giappone e 750000 copie negli Stati Uniti. Al momento dell'uscita, ha ricevuto recensioni contrastanti dalla maggior parte dei siti Web e delle riviste. Molti lo hanno elogiato per la sua prestazione pulita e per l'originalità della modalità "City Trial", mentre altri hanno criticato il gameplay ritenuto eccessivamente semplice.

## Sequel
Durante il Nintendo Direct del 2 aprile 2025, dedicato alla presentazione di Nintendo Switch 2. È stato presentato il sequel: Kirby Air Riders in esclusiva. Con pubblicazione prevista nel 2025.